# Alkidameia
Alkidameia (altgriechisch Ἀλκιδάμεια Alkidámeia) ist eine Person der griechischen Mythologie.
Sie ist nur durch Pausanias überliefert, der die sonst verlorene Korinthiaka des Epikers Eumelos wiedergibt. Demnach war Alkidameia die Geliebte des Hermes und von ihm die Mutter des korinthischen Heros Bunos, dem Aietes sein Land vermachte, als er weiter zog.